# Шадринка (притока Малебни)
Ша́дринка (рос. Шадринка) — річка в Сарапульському районах Удмуртії, Росія, ліва притока Малебни.
Річка починається за 4 км на південний захід від села Кігбаєво. Протікає на південний схід та південь. У нижній течії протікає через лісові масиви. Приймає декілька дрібний приток. Впадає до Малебни майже в самому її гирлі.
На річці розташоване село Шадрино, де збудовано автомобільний міст.